# Betty Nuthall
Betty May Nuthall Shoemaker (Kingston upon Thames, 23 maggio 1911 – New York City, 8 novembre 1983) è stata una tennista britannica.

## Biografia
All'età di sedici anni, nel 1927 giunse in finale all'U.S. Open singolare femminile venendo sconfitta da Helen Wills che la vinse 6-1, 6-4, vincendo il titolo quattro anni dopo battendo Anna McCune Harper per 6-1, 6-4. Sempre nel 1931 giunse in finale all'Open di Francia (singolare femminile) dove perse contro Cilly Aussem (8-6, 6-1).
Vinse tre titoli in doppio all'U.S. Open, nel 1930, 1931 e 1933, cambiando sempre partner, prima Sarah Palfrey Cooke poi Eileen Bennett e infine Freda James Hammersley.

## Riconoscimenti
- International Tennis Hall of Fame, 1977[1]